# Комсток (тауншип, Миннесота)
Комсток (англ. Comstock) — тауншип в округе Маршалл, Миннесота, США. На 2000 год его население составило 135 человек.

## География
По данным Бюро переписи населения США площадь тауншипа составляет 117,2 км², из которых 117,2 км² занимает суша, водоёмов нет.

## Демография
По данным переписи населения 2000 года здесь находились 135 человек, 55 домохозяйств и 42 семьи. Плотность населения —  1,2 чел./км². На территории тауншипа расположено 64 постройки со средней плотностью 0,5 построек на один квадратный километр. Расовый состав населения: 90,37 % белых, 8,15 % — других рас США и 1,48 % приходится на две или более других рас. Испанцы или латиноамериканцы любой расы составляли 8,15 % от популяции тауншипа.
Из 55 домохозяйств в 23,6 % воспитывались дети до 18 лет, в 67,3 % проживали супружеские пары, в 1,8 % проживали незамужние женщины и в 23,6 % домохозяйств проживали несемейные люди. 23,6 % домохозяйств состояли из одного человека, при том 9,1 % из — одиноких пожилых людей старше 65 лет. Средний размер домохозяйства — 2,45, а семьи — 2,74 человека.
21,5 % населения младше 18 лет, 7,4 % — в возрасте от 18 до 24 лет, 20,7 % — от 25 до 44, 34,1 % — от 45 до 64, и 16,3 % старше 65 лет. Средний возраст — 46 лет. На каждые 100 женщин приходилось 121,3 мужчин. На каждые 100 женщин старше 18 приходилось 116,3 мужчин.
Средний годовой доход домохозяйства составлял 33 125 долларов, а средний годовой доход семьи —  36 250 долларов. Средний доход мужчин —  30 417  долларов, в то время как у женщин — 31 250. Доход на душу населения составил 13 890 долларов. За чертой бедности находились 11,8 % семей и 13,9 % всего населения тауншипа, из которых 14,3 % младше 18 и 38,1 % старше 65 лет.